# Christian Feldmann (Schriftsteller)

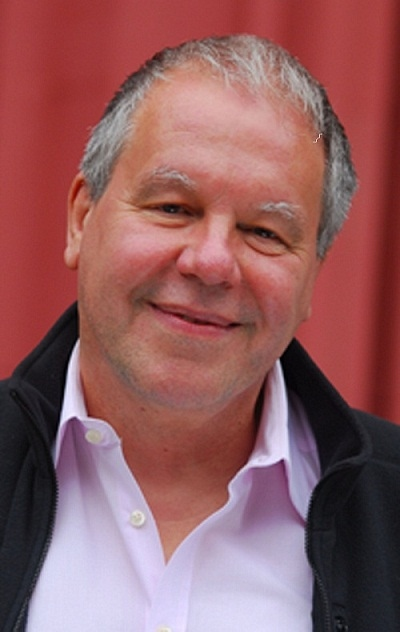
Christian Feldmann (2009)

Christian Feldmann (* 19. März 1950 in Regensburg) ist ein deutscher Journalist und Schriftsteller.

## Leben
Feldmann studierte Theologie und Soziologie an der Universität Regensburg. Danach arbeitete er als freier Journalist und Korrespondent, u. a. für die Süddeutsche Zeitung und die Deutsche Presseagentur. Er war auch Mitarbeiter von Rundfunkanstalten in Deutschland und der Schweiz. Seit 1985 ist er als freier Schriftsteller tätig. Er verfasste zahlreiche Biografien klassischer Heiliger und spiritueller Querdenker aus dem Christentum und dem Judentum.

## Werke
- Träume beginnen zu leben. Herder, Freiburg i. Br. 1983.

- Triers heimlicher Heiliger: Hieronymus Jaegen: Bankier, Parlamentarier und Mystiker. Paulinus, Trier 1987.
- Die Wahrheit muß gesagt werden. Rupert Mayer – Leben im Widerstand. Herder, Freiburg i. Br. 1987.
- Liebe, die das Leben kostet. Edith Stein, Jüdin, Philosophin, Ordensfrau. Herder, Freiburg i. Br. 1987.
- Hildegard von Bingen. Nonne und Genie. Herder, Freiburg i. Br. 1991.
- Adolph Kolping. Herder, Freiburg i. Br. 1992.
- Friedrich Spee. Hexenanwalt und Prophet. Herder, Freiburg i. Br. 1993, ISBN 3-451-22854-8.
- Gottes sanfte Rebellen. Große Heilige. Herder, Freiburg i. Br. 1994, ISBN 3-451-08833-9.
- Der Domprediger. Dr. Johann Maier – ein Leben im Widerstand. Regensburg 1995, ISBN 3-927529-72-9.
- Jesus. Gottes menschliches Gesicht. Herder, Freiburg i. Br. 1995, ISBN 3-451-23736-9.
- Träume werden wahr. Menschen im Gegenwind unserer Zeit. Herder, Freiburg i. Br. 1995, ISBN 3-451-23537-4.
- Wer glaubt, muß widerstehen. Bernhard Lichtenberg – Karl Leisner. Herder, Freiburg i. Br. 1996.
- Ordensmann und Menschenfreund. MZ, Regensburg 1996.
- Sebastian Kneipp. Sein Leben, seine Methoden, seine Erfolge. MZ, Regensburg 1997, ISBN 3-931904-59-8.
- Therese von Lisieux, Die schwarze Nacht des Glaubens. Herder, Freiburg i. Br. 1997.
- Die Liebe bleibt. Das Leben der Mutter Teresa. Herder, Freiburg i. Br. 1998, ISBN 3-451-04855-8.
- Elie Wiesel. Ein Leben gegen die Gleichgültigkeit . Herder, Freiburg i. Br. 1998.
- Neuer Geist sucht neue Formen. Regina Protmann. Herder, Freiburg i. Br. 1999.
- Wir hätten schreien müssen. Das Leben des Dietrich Bonhoeffer. Herder, Freiburg i. Br. 2001, ISBN 3-451-05165-6.
- Johannes XXIII. Seine Liebe – sein Leben. Herder, Freiburg i. Br. 2001.
- Edith Stein. Rowohlt, Reinbek bei Hamburg 2004, ISBN 3-499-50611-4.
- Gottes sanfter Rebell. Joseph Kentenich und seine Vision von einer neuen Welt. Patris, Vallendar 2005, ISBN 3-87620-279-5.
- Frère Roger, Taizé. Herder, Freiburg i. Br. 2005, ISBN 3-451-29103-7.
- Benedikt XVI. Der bayerische Papst. MZ, Regensburg 2005.
- Johannes Paul II. Pilger der Hoffnung. Herder, Freiburg i. Br. 2005, ISBN 3-451-28834-6.
- Kämpfer – Träumer – Lebenskünstler. Große Gestalten und Heilige für jeden Tag. Herder, Freiburg i. Br. 2005, ISBN 3-451-27325-X.
- Alfred Delp. Leben gegen den Strom. Herder, Freiburg i. Br. 2005, ISBN 3-451-28569-X.
- Blutbad zur Geisterstunde und 21 weitere Kriminalfälle aus Regensburg und Ostbayern. MZ 2005.
- Johannes XXIII. Der gütige Prophet. Herder, Freiburg i. Br. 2006.
- Henri Nouwen. Glaube heißt Sehnsucht. Herder, Freiburg i. Br. 2006.
- Sieben Klänge aus dem Himmel. Patris, Vallendar 2006, ISBN 3-87620-293-0.
- Papst Benedikt XVI. Eine kritische Biographie. Rowohlt, Reinbek bei Hamburg 2006, ISBN 3-498-02115-X.
- Sieben Menschen gegen den Hass. Patris, Vallendar 2006, ISBN 3-87620-289-2.
- Sieben Feuer der Liebe. Patris, Vallendar 2007, ISBN 978-3-87620-300-3.
- Adolph Kolping. Ein Leben der Solidarität. Herder, Freiburg im Breisgau 2008, ISBN 978-3-451-32135-1.
- mit Odilo Lechner: Begleitet von den Heiligen. Ein Lesebuch für jeden Tag.  Herder, Freiburg im Breisgau 2009, ISBN 978-3-451-30207-7.
- Martin Luther. Rowohlt, Reinbek bei Hamburg 2009, ISBN 978-3-499-50706-9.
- Von Aschenputtel bis Rotkäppchen. Das Märchen-Entwirrbuch. Gütersloher, Gütersloh 2009, ISBN 978-3-579-06527-4.
- Wahn oder Wunder. Die Resl von Konnersreuth – wie sie wirklich war. MZ, Regensburg 2010, Regensburg ISBN 978-3-934863-35-4.
- Den Menschen ein Stück Himmel bringen. Frater Eustachius Kugler. Attenkofer, Straubing 2010.
- Lebensbilder mutiger Christen. Kurzbiographien. Herder, Freiburg im Breisgau 2010, ISBN 978-3-451-70962-3.
- Einen Eid auf Hitler? Nie! Franz Reinisch: Ein Leben für die Menschenwürde. Patris, Vallendar 2011, ISBN 978-3-87620-310-2.
- Ein Gott zum Küssen. Wie Mystiker leben und was sie erfahren. 15 Porträts. Herder, Freiburg i. Br. 2012, ISBN 978-3-451-32457-4.
- Benedikt XVI. Bilanz des deutschen Papstes. Herder, Freiburg I. Br. 2013, ISBN 978-3-451-32362-1.
- Benedikt XVI. Sein Leben, sein Denken, seine Botschaft. Pustet, Regensburg 2023, ISBN 978-3-7917-3074-5.
- Alfred Delp. Leben gegen den Strom. Pustet, Regensburg 2023, ISBN 978-3-7917-3382-1.

## Radio-Sendungen
- Die Geschwister Scholl – Der Widerstand der Weißen Rose (Memento vom 2. Mai 2014 im Internet Archive)

## Einzelnachweis
1. ↑  Christian Feldmann: Edith Stein. Rowohlt, Reinbek bei Hamburg 2004, (S. 160).

| Personendaten    | Personendaten                      |
| ---------------- | ---------------------------------- |
| NAME             | Feldmann, Christian                |
| KURZBESCHREIBUNG | deutscher Journalist und Buchautor |
| GEBURTSDATUM     | 19. März 1950                      |
| GEBURTSORT       | Regensburg                         |